# Santa Cilia
Santa Cilia est une commune d'Espagne dans la communauté autonome d'Aragon, province de Huesca. Elle regroupe les villages de Santa Cilia de Jaca et Somanés.

## Géographie
Le territoire de la commune se situe dans le massif montagneux des Pyrénées :
Administrativement la localité se trouve au nord de l'Aragon dans la comarque de Jacetania.

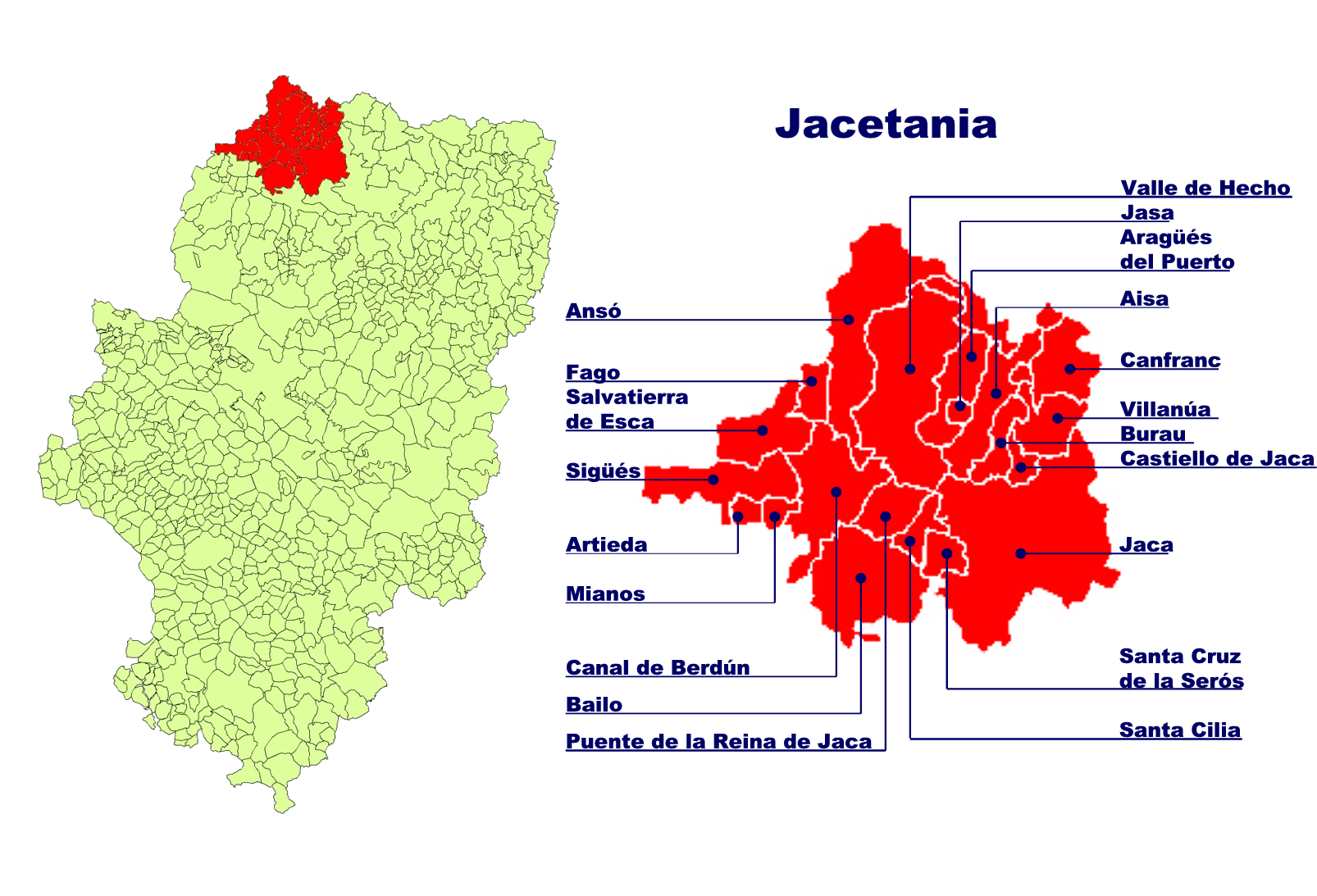
Territoire des communes en la comarque de la Jacetania (zone rouge, reste de l'Aragon en vert clair)

Localités limitrophes : À compléter

## Administration
| Période | Période | Identité           | Étiquette | Qualité |
| ------- | ------- | ------------------ | --------- | ------- |
| 1979    | 1983    |                    |           |         |
| 1983    | 1987    |                    |           |         |
| 1987    | 1991    |                    |           |         |
| 1991    | 1995    |                    |           |         |
| 1995    | 1999    |                    |           |         |
| 1999    | 2003    |                    |           |         |
| 2003    | 2007    |                    |           |         |
| 2007    | 2011    | Manuel Máñez Vivas |           |         |

## Démographie
| Évolution démographique | Évolution démographique | Évolution démographique | Évolution démographique | Évolution démographique | Évolution démographique | Évolution démographique | Évolution démographique | Évolution démographique | Évolution démographique | Évolution démographique | Évolution démographique | Évolution démographique | Évolution démographique | Évolution démographique | Évolution démographique | Évolution démographique | Évolution démographique |
| 1842                    | 1857                    | 1860                    | 1877                    | 1887                    | 1897                    | 1900                    | 1910                    | 1920                    | 1930                    | 1940                    | 1950                    | 1960                    | 1970                    | 1981                    | 1991                    | 2001                    | 2007                    |
| ----------------------- | ----------------------- | ----------------------- | ----------------------- | ----------------------- | ----------------------- | ----------------------- | ----------------------- | ----------------------- | ----------------------- | ----------------------- | ----------------------- | ----------------------- | ----------------------- | ----------------------- | ----------------------- | ----------------------- | ----------------------- |
| 291                     | ..                      | ..                      | 408                     | 434                     | 412                     | 484                     | 511                     | 506                     | 437                     | 424                     | 431                     | 362                     | 253                     | 214                     | 158                     | 191                     | 193                     |